# Lusanger
Lusanger település Franciaországban, Loire-Atlantique megyében. Lakosainak száma 1064 fő (2022. január 1.). Lusanger Derval, Jans, Mouais, Saint-Vincent-des-Landes és Sion-les-Mines községekkel határos.

## Népesség
A település népességének változása:
| Lakosok száma | 1020 | 914  | 926  | 1000 | 1026 | 1027 | 1047 | 1055 | 1056 | 1064 |
|               | 1968 | 1982 | 1990 | 2006 | 2013 | 2015 | 2017 | 2019 | 2020 | 2022 |